# Cockfosters
Cockfosters – naziemna stacja metra londyńskiego, położona na terenie London Borough of Enfield i stanowiąca północny kraniec Piccadilly line. Została otwarta 31 lipca 1933, głównym projektantem był Charles Holden. Stacja należy do szóstej strefy biletowej. Według danych za rok 2008, korzysta z niej ok. 1,675 mln pasażerów rocznie.